# لارون
لارون (به لاتین: Laron) یک منطقهٔ مسکونی در افغانستان است که در ولسوالی شکی واقع شده‌است.